# Steed Malbranque
Steed Malbranque (Mouscron, 1980. január 6. –) belga születésű francia labdarúgó.

## Pályafutása

### Lyon
1995-től 1997-ig a Lyon ifjúsági csapatában játszott. Ezalatt kétszer nyert U15-ös bajnokságot, és U17-es kupát, valamint ő volt a francia U18-as válogatott csapatkapitánya.
A csapatban 1998. február 21-én debütált az 1–1-es döntetlennel zárult, Montpellier elleni mérkőzésen. Összesen 96 alkalommal lépett pályára a Lyon mezében, 12-szer játszhatott a Bajnokok Ligájában, és 2 gólt is szerzett.
A klubnál eltöltött idő alatt lehetősége lett volna az Arsenal-hoz csatlakoznia, de arra hivatkozva, hogy nem kész a Premiership-ben játszani, elutasította az ajánlatot.

### Fulham
2001-ben csatlakozott az angol bajnoksághoz a Fulham révén. A csapat 4,5 millió fontért vette meg a Lyon-tól. A Manchester United ellen debütált, az Old Trafford-on, csapata 3–2-es vereséget szenvedett. Első szezonjában 10 gólt szerzett.
A Craven Cottage-on eltöltött 5 szezonja alatt a szurkolók kedvence lett. 211 meccsen 44 gólt szerzett, többek közt hármat a Fulham rövid ideig tartó UEFA-kupa-beli szereplése alatt. A 2002–2003-as szezon alatt gólkirály volt a csapatnál 13 góllal, amivel ő is hozzájárult ahhoz, hogy ne essenek ki az élvonalból.
2006. május 13-án felkerült a Fulham átigazolási listájára. Több klub is érdeklődött iránta, mint például a Reading, a Middlesbrough, a West Ham United, a Manchester City, az Everton és a Newcastle United, de az átigazolási időszak utolsó napján (augusztus 31]) ő mégis a Tottenham Hotspur-t választotta.

### Tottenham
2006. augusztus 31-én csatlakozott a Tottenham-hez 2 millió fontért. Szerződése után csupán a 10. hét elteltével debütált, 2006. november 8-án a White Hart Lane-en; 63 percet játszott a Ligakupában a Port Vale ellen. Első gólját 2006 december 9-én lőtte az 5–1-es győzelemmel zárult Charlton Athletic elleni mérkőzésen hazai pályán. Malbranque hamar a szurkolók kedvencévé és alapemberré vált a csapatnál. Ő szerezte a Tottenham európai szereplésének 150. gólját: a Sporting Braga elleni UEFA-kupa nyolcaddöntő visszavágóján 2007. március 14-én a White Hart Lane-en.
A 2007–08-as szezonban először 2007. augusztus 18-án volt eredményes a Derby County ellen, akkor két gólt is szerzett. Majd a Reading elleni 6–4-es Tottenham győzelemmel zárult mérkőzésen is gólt szerzett. 2008. április 26-án a Bolton ellen Malbranque góljával egyenlített a Spurs. Ezenkívül 2008. január 22-én a Ligakupában az Arsenal elleni 5–1-es győzelem egyik gólját is ő szerezte.

### Sunderland
Malbranque csapattársaihoz, Pascal Chimbondához és Teemu Tainio-hoz hasonlóan 2008. július 30-án a Sunderland-hez igazolt, és  négyéves szerződést írt alá a klubnál.

### A válogatottban
Annak ellenére, hogy Malbranque Belgiumban született, játszott a francia U21-es válogatottban, és tagja volt a csapatnak, mikor elveszítették a 2002-es U21-es Európa-bajnokság döntőjét, és ezzel együtt a kupát a cseh U21-es válogatott ellen. A felnőtt francia válogatottba is behívták 2004 februárjában, de nem lépett pályára egy mérkőzésen sem.

## Sikerei, díjai
```
Tottenham Hotspur
```

- Angol Ligakupa-győztes - 2008

## Statisztika
Frissítve: 2024. augusztus 9.
| Klub              | Szezon           | Bajnokság             | Bajnokság | Bajnokság | Kupa  | Kupa  | Ligakupa | Ligakupa | Nemzetközi | Nemzetközi | Összes | Összes |
| Klub              | Szezon           | Liga                  | Mérk.     | Gólok     | Mérk. | Gólok | Mérk.    | Gólok    | Mérk.      | Gólok      | Mérk.  | Gólok  |
| ----------------- | ---------------- | --------------------- | --------- | --------- | ----- | ----- | -------- | -------- | ---------- | ---------- | ------ | ------ |
| Lyon              | 1997–98          | French Division 1     | 2         | 0         | 0     | 0     | 0        | 0        | 0          | 0          | 2      | 0      |
| Lyon              | 1998–99          | French Division 1     | 21        | 0         | 1     | 0     | 1        | 0        | 4          | 0          | 27     | 0      |
| Lyon              | 1999–2000        | French Division 1     | 28        | 3         | 4     | 1     | 2        | 0        | 6          | 0          | 40     | 4      |
| Lyon              | 2000–01          | French Division 1     | 26        | 2         | 3     | 0     | 2        | 2        | 10         | 2          | 41     | 6      |
| Lyon              | Összesen         | Összesen              | 77        | 5         | 8     | 1     | 5        | 2        | 20         | 2          | 110    | 10     |
| Fulham            | 2001–02          | Premier League        | 37        | 8         | 6     | 1     | 3        | 1        | –          | –          | 46     | 10     |
| Fulham            | 2002–03          | Premier League        | 37        | 6         | 4     | 4     | 0        | 0        | 14         | 3          | 55     | 13     |
| Fulham            | 2003–04          | Premier League        | 38        | 6         | 6     | 2     | 0        | 0        | –          | –          | 44     | 8      |
| Fulham            | 2004–05          | Premier League        | 26        | 6         | 1     | 0     | 4        | 1        | –          | –          | 31     | 7      |
| Fulham            | 2005–06          | Premier League        | 34        | 6         | 0     | 0     | 1        | 0        | –          | –          | 35     | 6      |
| Tottenham Hotspur | 2006–07          | Premier League        | 25        | 2         | 6     | 1     | 4        | 0        | 6          | 2          | 41     | 5      |
| Tottenham Hotspur | 2007–08          | Premier League        | 37        | 4         | 3     | 0     | 5        | 2        | 10         | 1          | 55     | 7      |
| Tottenham Hotspur | Összesen         | Összesen              | 62        | 6         | 9     | 1     | 9        | 2        | 16         | 3          | 96     | 12     |
| Sunderland        | 2008–09          | Premier League        | 36        | 1         | 2     | 0     | 2        | 0        | –          | –          | 40     | 1      |
| Sunderland        | 2009–10          | Premier League        | 31        | 0         | 1     | 1     | 3        | 0        | –          | –          | 35     | 1      |
| Sunderland        | 2010–11          | Premier League        | 35        | 0         | 1     | 0     | 1        | 0        | –          | –          | 37     | 0      |
| Sunderland        | Összesen         | Összesen              | 102       | 1         | 4     | 1     | 6        | 0        | –          | –          | 112    | 2      |
| AS Saint-Étienne  | 2011–12          | Ligue 1               | 1         | 0         | 0     | 0     | 0        | 0        | –          | –          | 1      | 0      |
| Lyon              | 2012–13          | Ligue 1               | 31        | 2         | 0     | 0     | 1        | 0        | 6          | 0          | 38     | 2      |
| Lyon              | 2013–14          | Ligue 1               | 23        | 1         | 3     | 2     | 3        | 0        | 12         | 0          | 41     | 3      |
| Lyon              | 2014–15          | Ligue 1               | 28        | 3         | 2     | 0     | 1        | 0        | 4          | 1          | 35     | 4      |
| Lyon              | 2015–16          | Ligue 1               | 11        | 0         | 1     | 0     | 1        | 0        | 2          | 0          | 15     | 0      |
| Lyon              | Összesen         | Összesen              | 93        | 6         | 6     | 2     | 6        | 0        | 24         | 1          | 129    | 9      |
| Caen              | 2016–17          | Ligue 1               | 13        | 0         | 1     | 0     | 1        | 0        | –          | –          | 15     | 0      |
| Caen II           | 2016–17          | Francia ötödosztály   | 2         | 1         | –     | –     | –        | –        | –          | –          | 2      | 1      |
| Chasselay MDA     | 2017–18          | Francia negyedosztály | 12        | 1         | 0     | 0     | –        | –        | –          | –          | 12     | 1      |
| Chasselay MDA     | 2018–19          | Francia negyedosztály | 8         | 0         | 0     | 0     | –        | –        | –          | –          | 8      | 0      |
| Chasselay MDA     | 2019–20          | Francia negyedosztály | 0         | 0         | 0     | 0     | –        | –        | –          | –          | 0      | 0      |
| Chasselay MDA     | Összesen         | Összesen              | 20        | 1         | 0     | 0     | –        | –        | –          | –          | 20     | 1      |
| Limonest          | 2020–21          | Francia ötödosztály   | 2         | 0         | 1     | 0     | –        | –        | –          | –          | 3      | 0      |
| Karrier összesen  | Karrier összesen | Karrier összesen      | 544       | 52        | 46    | 12    | 35       | 6        | 74         | 9          | 699    | 79     |

Jegyzetek
1. ↑  Tartalmazza: Francia Kupa, FA-kupa
2. ↑  Tartalmazza: Francia Ligakupa, Angol Ligakupa
3. 1 2 3  Mérkőzése(i) az UEFA-kupában
4. 1 2  Mérkőzése(i) a Bajnokok Ligájában
5. 1 2  Mérkőzése(i) az Európa Ligában

## Személyes információk
- Nevét John Steed-ről, a Bosszúállók című brit sorozat szereplőjéről kapta.
- Az Egyesült Királyság korábbi miniszterelnöke, Tony Blair fantasztikus játékosnak nevezte.[4][5]
- Angol futballszurkolók megválasztották a 45. legjobb Premiership játékosnak.
- A Tottenham európai szereplésének 150. gólját ő lőtte az UEFA-kupában a Braga ellen 2007. március 14-én a White Hart Lane-en.